# Gunnar Grönblom
Gunnar Richard Grönblom, född 15 mars 1895 i Åbo, död 7 augusti 1939 i Sandhamn, var en finländsk affärsman och seglare. Han var yngre bror till bergsrådet Berndt Grönblom och till kommerserådet, konsul Ernst Edgar Grönblom. 
Grönblom verkade från 1921 i ledningen för fadern Ernst Grönbloms företag Maskinaktiebolaget E. Grönblom Oy Ab. Hans stora intresse var segling. Han blev 1921 medlem av Nyländska Jaktklubben, invaldes i styrelsen 1929 och var vicekommodor från 1932 till 1939, då han avled i Sandhamn under pågående regatta. Hans namnkunnigaste segelbåt var den av Gustaf Estlander 1929 konstruerade åttametersjakten Cheerio med vilken han erövrade en femte plats vid de olympiska seglingarna i Kiel 1936. Som mecenat deltog han i konsortier bland annat för de av Gunnar L. Stenbäck konstruerade sexmetersjakterna Ebba-Charlotta, Barbara och Pepita. För att stödja Finlands segelsport i de olympiska spelen som planerades i Helsingfors 1940 lät han året innan bygga starbåten Cherie på Åbo båtvarv. 